# 永胜龙蜥
永胜攀蜥（学名：Diploderma yongshengense），一种分布于中国云南省西北部永胜县和宁蒗彝族自治县等地的爬行动物，隶属于鬣蜥科（飞蜥科）攀蜥属。模式产地为永胜县松坪傈僳族乡金沙江河谷。

## 鉴别特征
模式标本和配模标本均为雄性，体型中等，头体长（SVL）56.5－58.5mm；尾长，相对尾长（TAL/SVL）2.02－2.20；四肢相对较长，相对前肢长（FLL/SVL）0.48－0.51，相对后肢长（HLL/SVL）0.79－0.87；头部宽度适中，相对头宽（HW/HL）0.66－0.75；肛前鬣鳞数（MD）38－41；第四指下鳞数（F4S）16－19，第四趾上鳞数（T4S）22－25；鼓膜被鳞；颈鬣和背鬣在微弱的皮褶上中度隆起；具明显横向喉褶；头腹鱗和腹鳞明显起棱；头腹鱗片大小不等；具有蓝色或绿色喉斑；具有浅黄色锯齿状背外侧条纹；眼眶周围的辐射纹模糊不清；口腔、内唇和舌在生活时均为淡肉色。